# Volta a Llombardia 1985
La Volta a Llombardia 1985 fou la 79a edició de la clàssica ciclista Volta a Llombardia. La cursa es va disputar el diumenge 12 d'octubre de 1985, sobre un recorregut de 255 km. El vencedor final fou l'irlandès Sean Kelly, per davant d'Adrie van der Poel i Charly Mottet.

## Classificació general
|     | Ciclista                 | Equip                  | Temps     |
| --- | ------------------------ | ---------------------- | --------- |
| 1   | Sean Kelly               | Skil-Sem               | 6h 11' 17 |
| 2   | Adrie van der Poel       | Kwantum Hallen-Yoko    | m. t.     |
| 3   | Charly Mottet            | Renault-Elf            | m. t.     |
| DSQ | Marino Lejarreta         | Alpilatte-Olmo-Cierre  | m. t.     |
| 5   | Leo Schönenberger        | Dromedario-Laminox     | m. t.     |
| 6   | Claudio Corti            | Supermercati Brianzoli | m. t.     |
| 7   | Silvano Contini          | Ariostea-Benotto       | m. t.     |
| 8   | Alfio Vandi              | Dromedario-Laminox     | m. t.     |
| 9   | Gianbattista Baronchelli | Supermercati Brianzoli | m. t.     |
| 10  | Mario Beccia             | Malvor-Bottecchia      | m. t.     |